# Камора (река)
Камора — река в России, протекает по Наровчатскому району Пензенской области. Устье реки находится в 492 км от устья Мокши по левому берегу. Длина реки составляет 13 км.
Исток реки у деревни Масловка в 12 км к юго-западу от села Наровчат. Река течёт на восток, в нижнем течении протекает село Виляйки. Выше села на реке плотина и запруда, ниже села Камора впадает в Мокшу.

## Данные водного реестра
По данным государственного водного реестра России относится к Окскому бассейновому округу, водохозяйственный участок реки — Мокша от истока до водомерного поста города Темников, речной подбассейн реки — Мокша. Речной бассейн реки — Ока.
Код объекта в государственном водном реестре — 09010200112110000027247.